# Garbas
Garbas is een plaats in het Poolse district  Suwalski, woiwodschap Podlachië. De plaats maakt deel uit van de gemeente Filipów en telt 865 inwoners.